# Anthurium fatoense
Anthurium fatoense är en kallaväxtart som beskrevs av Kurt Krause. Anthurium fatoense ingår i släktet Anthurium och familjen kallaväxter. Inga underarter finns listade.